# یواس‌سی‌جی‌سی وینیسیمت (دبلیووای‌تی-۸۴)
یواس‌سی‌جی‌سی وینیسیمت (دبلیووای‌تی-۸۴) (به انگلیسی: USCGC Winnisimmet (WYT-84)) یک کشتی بود که طول آن 96' 6" بود. این کشتی در سال ۱۹۰۲ ساخته شد.